# Денис Макиойн
Денис Макиойн (на английски: Denis MacEoin) е британски преподавател, журналист, сценарист и писател на бестселъри в жанра трилър и хорър, и на научни документални книги на теми свързани с исляма. Пише под псевдонимите Даниел Истърман (на английски: Daniel Easterman) и Джонатан Айклиф (на английски: Jonathan Aycliffe).

## Биография и творчество
Денис Макиойн е роден на 26 януари 1949 г. в Белфаст, Северна Ирландия, Великобритания. Завършва средното си образование в театралното училище в Белфаст при поета Майкъл Лонгли, където развива любов към театъра и литературата. През 1967 г. отива в Дъблин, където получава бакалавърска и магистърска степен по английски език в Тринити Колидж. Там приема Бахайската религия, но след 15 години я отхвърля. През 1971 г. отива да учи персийски, арабски и ислямски науки в Университета в Единбург. Пътува много из Близкия изток, особено в Иран, Израел и Мароко. Учи в Университета Шираз в Иран. През 1975 г. отива в Кингс Колидж, Кеймбридж, където през 1979 г. получава докторска степен за изследвания за теченията „шайкизъм“ и „бабизъм“ от 19 век в иранския шиизъм.
В периода 1979 – 1980 г. изнася лекции по английски, ислямска цивилизация и арабски превод на английски език в университета „Мохамед V“ във Фес, Мароко. В периода 1981 – 1986 г. преподава арабски и ислямски изследвания в университета в Нюкасъл, докато саудитските спонсори на института го отстраняват заради преподаване еретични теории и назначение на саудитски учител.
От 1986 г. е почетен сътрудник на Центъра за близкоизточни и ислямски изследвания към Университета на Дърам. Бил е дълго време председател е на дружеството за природна медицина. В периода 2005 – 2008 г. е сътрудник на Кралския литературен фонд към Университета на Нюкасъл.
През 1984 г. под псевдонима Даниел Истърман е публикуван първият му трилър „Последният убиец“. Той става бестселър и дава старт на успешната му писателска кариера.
Книгите на писателя използват романизирана форма за развиването на сериозни политически и религиозни теми като антисемитизъм или ислямския тероризъм. Освен като писател той е автор и на около 200 статии на ислямски теми. В политическите си позиции води про-израелска политика и води блог на тази тема. Член е на борда на организацията „StandWithUs“ и е заслужил старши научен сътрудник в Института „Gatestone“ на САЩ.
От 1991 г. пише фентъзи и призрачни истории под псевдонима Джонатан Айклиф.
Произведенията на писателя често са в списъците на бестселърите. Те са преведени на 15 езика и са издадени в милиони екземпляри по света.
Денис Макиойн е женен за Бет Макийон, хомеопат и писател на теми за естественото здраве. Живее със семейството си в Нюкасъл, Англия.

## Произведения

### Като Даниел Истърман

#### Самостоятелни романи
- The Last Assassin (1984)
Последният убиец, изд. ИК „Бард“, София (1996), прев. Тодор Стоянов
- The Seventh Sanctuary (1987)
- The Ninth Buddha (1988)
- Brotherhood of the Tomb (1989)
- Night of the Seventh Darkness (1991)
- The Name of the Beast (1992)
- The Judas Testament (1994)
Отмъщението на Юда, изд. ИК „Бард“, София (1995), прев. Юлия Чернева
- Day of Wrath (1995) – издадена и като „Night of the Apocalypse“
- The Final Judgement (1996)
- K (1997)
- Incarnation (1998)
- The Jaguar Mask (2000)
- Midnight Comes at Noon (2001)
- Maroc (2002)
- The Sword (2007)
- Spear of Destiny (2009)

### Като д-р Денис Макиойн

#### Документалистика
- Islam in the Modern World (1983) – с А. Ал-Шахи
- A People Apart: The Bahai Community of Iran in the Twentieth Century (1989)
- The Sources for Early Babi Doctrine and History: A Survey (1992)
- New Jerusalems (1993)
- Rituals in Babism and Bahaism (1994)
- The Hijacking of British Islam (2007)
- The Messiah of Shiraz: Studies in Early and Middle Babism (2008)
- Dear Gary, Why You're Wrong about Israel (2013)

### Като Джонатан Айклиф

#### Самостоятелни романи
- Naomi's Room (1991)
- Whispers in the Dark (1992)
- The Vanishment (1993)
- The Matrix (1994)
- The Lost (1996)
- A Shadow On the Wall (1999)
- The Talisman (1999)
- A Garden Lost in Time (2004)
- The Silence of Ghosts (2013)